# Lac Hamana
Le lac Hamana (浜名湖, Hamana-ko) est un lagon saumâtre situé dans la préfecture de Shizuoka. 

## Description
Anciennement un lac, il est désormais connecté à l'océan Pacifique par un canal. Étant une étendue d'eau se trouvant à l'intérieur des terres, il est considéré comme étant le dixième plus grand lac du Japon, d'un point de vue de superficie. Il couvre les limites des villes de Hamamatsu et Kosai.

## Activité économique
Le Lac Hamana est une source commerciale d'anguilles du Japon, de nori, d'huîtres et de trionyx de Chine. Les pêcheurs prennent des Sillaginidae et des Pleuronectidae entre autres et une activité touristique s'est développée autour du lac.

## Histoire
Anciennement, le lac Hamana était un lac d'eau douce. Mais le grand séisme de 1498 a modifié la topographie de la région, en conséquence de quoi l'eau est à présent devenue saumâtre.
L'ancien nom du lac est Tohotu-afumi (遠つ淡海), qui signifie « lointain lac d'eau douce ». Le nom a été changé pour devenir Tōtōmi (遠江). Du point de vue de la capitale de la région de Kinki, Tōtōmi est plus éloigné qu'Ōmi (lac Biwa), le « lac proche ». Le nom Tōtōmi fut aussi utilisé pour une ancienne province dans laquelle se trouve le lac.
En 1945, peu avant la fin de la Seconde Guerre mondiale, les deux seuls chars d'assaut Type 4 Chi-To existants sont immergés dans ce lac par l'armée impériale japonaise, afin d'éviter leur capture par les forces d'occupations alliées. L'un sera récupéré par l'US Army, mais le second restera au fond du lac. En 2013, des efforts furent mis en œuvre pour localiser le char restant, mais celui-ci ne fut jamais retrouvé.

## Galerie

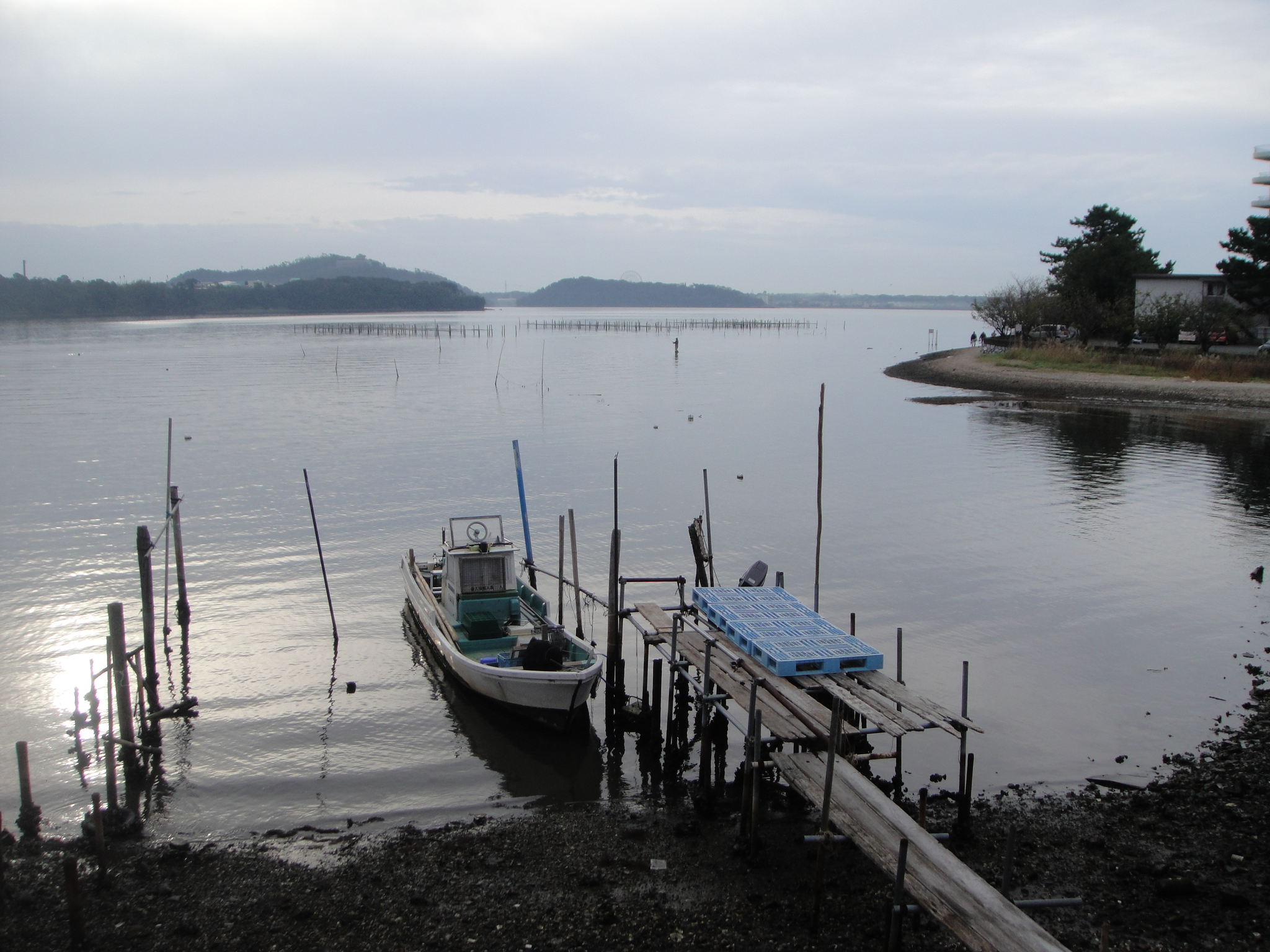
Hamana.
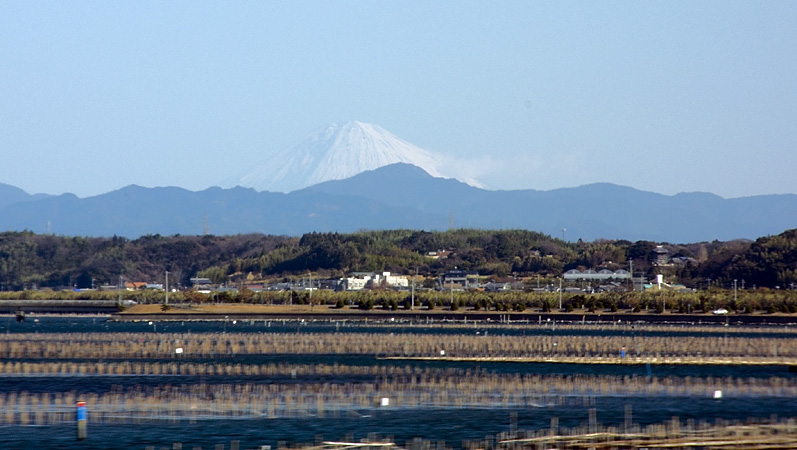
Le mont Fuji et le lac Hamana.
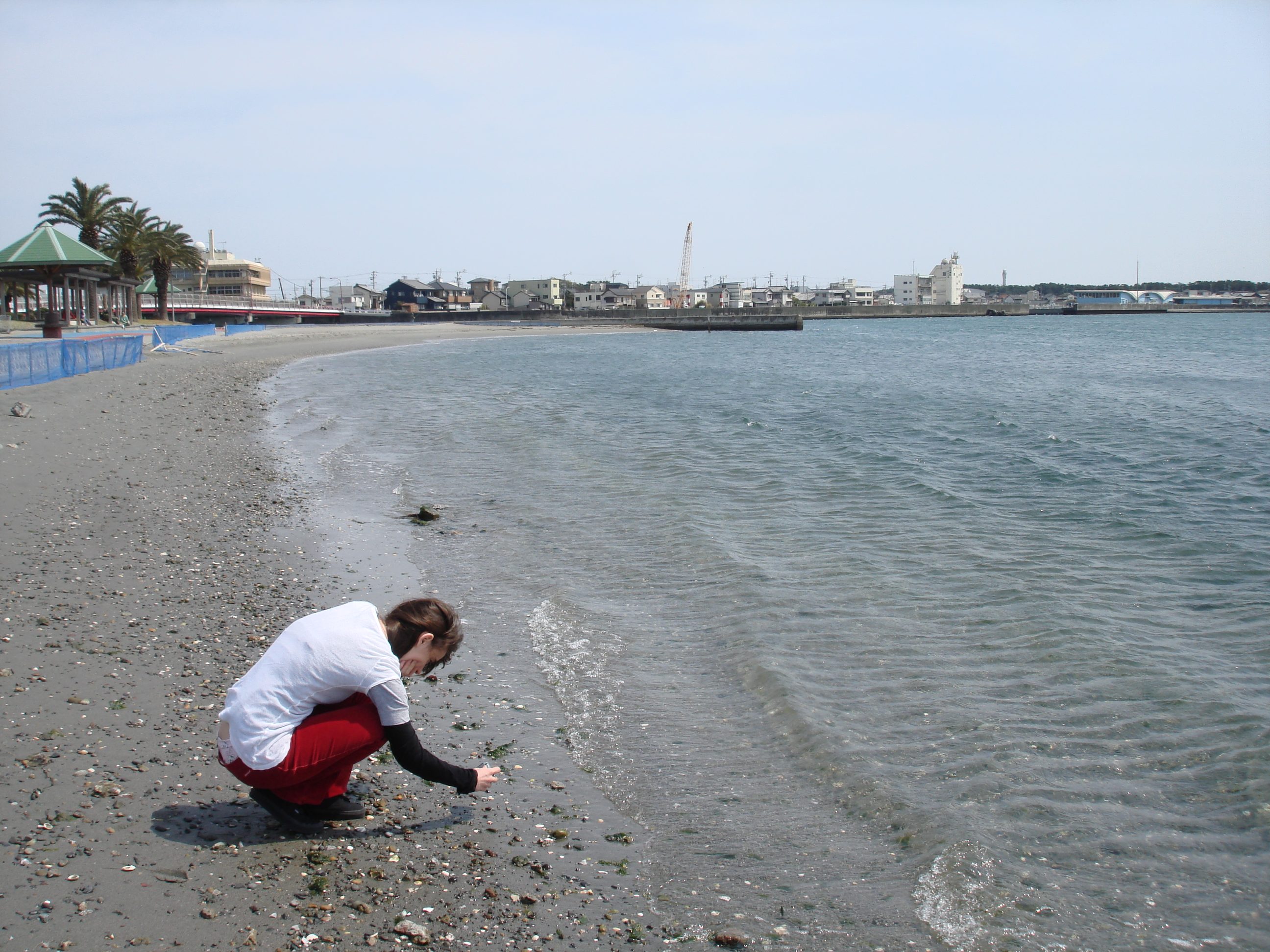
Du fait de la faible profondeur du lac, ses berges de sable sont étroites.
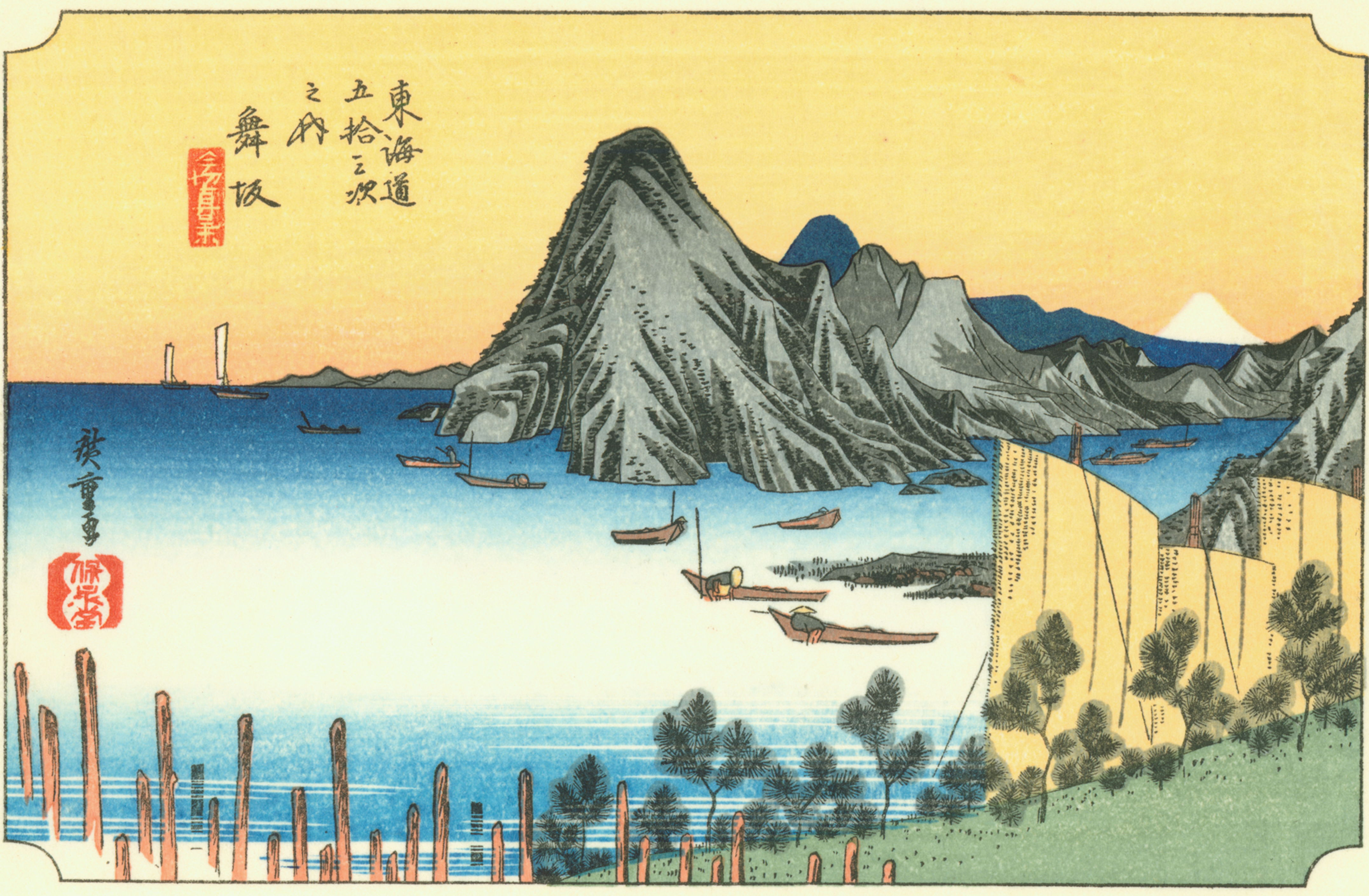
Hiroshige.